# 布濟尼夫希納
49°28′18″N 34°5′58″E / 49.47167°N 34.09944°E
布濟尼夫希納（羅馬化：Buzynivshchyna）是烏克蘭中部的村莊，隸屬波爾塔瓦州的波爾塔瓦區。該村分別距離圖里0.5公里、第一利曼1公里和波蒂喬克2公里，海拔高度117米，2001年人口25。